# Dwars door het Hageland 2021
La Dwars door het Hageland 2021, sedicesima edizione della corsa, valevole come ventesima prova dell'UCI ProSeries 2021 categoria 1.Pro, si svolse il 5 giugno 2021 su un percorso di 177,25 km, con partenza a Aarschot e arrivo a Diest, nella provincia del Brabante Fiammingo, in Belgio. La vittoria fu appannaggio del norvegese Rasmus Tiller, che completò il percorso in 3h58'27", alla media di 44,538 km/h, precedendo l'olandese Danny van Poppel ed il belga Yves Lampaert.
Sul traguardo di Diest 75 ciclisti, su 137 partiti da Aarschot, portarono a termine la competizione.

## Squadre e corridori partecipanti
| N.      | Cod. | Squadra                   |
| ------- | ---- | ------------------------- |
| 1-7     | DQT  | Deceuninck-Quick Step     |
| 11-17   | IWG  | Intermarché-Wanty-Gobert  |
| 21-27   | AFC  | Alpecin-Fenix             |
| 31-37   | ---  | non assegnato             |
| 41-47   | DSM  | Team DSM                  |
| 51-57   | COF  | Cofidis                   |
| 61-67   | BWB  | Bingoal Pauwels Sauces WB |
| 71-77   | SVB  | Sport Vlaanderen-Baloise  |
| 81-87   | BBK  | B&B Hotels                |
| 91-97   | ARK  | Team Arkéa-Samsic         |
| 101-107 | TNN  | Team Novo Nordisk         |

| N.      | Cod. | Squadra                         |
| ------- | ---- | ------------------------------- |
| 111-117 | UXT  | Uno-X Pro Cycling Team          |
| 121-127 | TDE  | Total Direct Énergie            |
| 131-137 | TBL  | Baloise-Trek Lions              |
| 141-147 | PSB  | Pauwels Sauzen-Bingoal          |
| 151-157 | TIC  | Tarteletto-Isorex               |
| 161-167 | BCY  | Beat Cycling                    |
| 171-177 | RIW  | Riwal Cycling Team              |
| 181-187 | XRL  | Xelliss-Roubaix Lille Métropole |
| 191-197 | VWE  | VolkerWessels Cyclingteam       |
| 201-207 | LCT  | Lviv Continental Cycling Team   |

## Ordine d'arrivo (Top 10)
| Pos. | Corridore            | Squadra     | Tempo    |
| ---- | -------------------- | ----------- | -------- |
| 1    | Rasmus Tiller        | Uno-X       | 3h58'27" |
| 2    | Danny van Poppel     | Intermarché | a 1"     |
| 3    | Yves Lampaert        | Deceuninck  | a 2"     |
| 4    | Jonas Rickaert       | Alpecin     | s.t.     |
| 5    | Piet Allegaert       | Cofidis     | s.t.     |
| 6    | Connor Swift         | Arkéa       | a 5"     |
| 7    | Boy van Poppel       | Intermarché | a 16"    |
| 8    | Dries Van Gestel     | Total       | a 47"    |
| 9    | Tim Merlier          | Alpecin     | a 51"    |
| 10   | Kristoffer Halvorsen | Uno-X       | s.t.     |